# HD 68988
HD 68988 هو نجم من نجوم النسق الأساسي النوع-G من القدر الثامن يقع على مسافة تقدر بحوالي 192 سنة ضوئية عن الأرض في كوكبة الدب الأكبر .

## النظام الكوكبي
اكتشف كوكبان خارج المجموعة الشمسية حول هذا النجم HD 68988 b اكتشف في 2002 وHD 68988 c اكتشف في 2006.
| رفيق (بترتيب النجوم) | كتلة            | نصف محور (AU)   | الفترة المدارية (يوم) | انحراف          | ميلان | نق |
| -------------------- | --------------- | --------------- | --------------------- | --------------- | ----- | -- |
| HD 68988 b           | >1.86 ± 0.16 مJ | 0.0704 ± 0.0041 | 6.27711 ± 0.00021     | 0.1249 ± 0.0087 | —     | —  |
| HD 68988 c           | >5–20 مJ        | 5–7             | 4000–22000            | ؟               | —     | —  |